# Драган Приморац
Драган Приморац (Бања Лука, 7. јун 1965) је хрватски педијатар, генетичар и форензичар. Он је први добитник титуле „амбасадор универзитета Глобал Пен Стејт” („Global Penn State University Ambassador”). Тренутно ради као предсједавајући Комисије за међународне послове Америчке академије форензичких наука.
Приморац је постао политичар као члан Владе Републике Хрватске, радећи као министар науке, образовања и спорта између 2003. и 2009. године. Завршио је свој први мандат (2003–2007) без икаквих партијских припадности. Према истраживању Међународног републичког института 1. октобра 2007. године, оцијењен је као најуспјешнији министар у Влади Републике Хрватске са 31% одобравања.
Приморац у почетку није био члан политичке партије, а онда се придружио Хрватској демократској заједници (ХДЗ) септембра 2007. године. На хрватским парламентарним изборима 2007. године, он је водио као кандидат ХДЗ-а у 11. изборној јединици (на тзв. списку хрватске дијаспоре), а његов списак је освојио скоро 82% гласова. Након избора није се придружио Парламенту и поново је именован за министра у јануару 2008. године због предложеног смањења буџета за Министарство образовања, науке и спорта, а због отказивања пројекта бесплатних уџбеника и бесплатног превоза за ученике основних и средњих школа у Хрватској објавио је своју оставку. Поднио је оставку 7. јула 2009. године. Убрзо након тога, направио је невјероватан потез, којим се одрекао свог мјеста у Парламенту Хрватске у корист странке. Странка је тада препустила мјесто Горану Марићу, који је замијенио Приморца. Приморац је званично најавио своју кандидатуру на хрватским предсједничким изборима 9. новембра 2009. године. Касније му је укинуто чланство у ХДЗ. У првом кругу избора освојио је 5,93% гласова и није се квалификовао за други круг.

## Младост и каријера
Приморац је рођен у Бањој Луци, у тадашњој СФРЈ, али је његова породица поријеклом из Љубушког, и убрзо су се преселили у Сплит гдје је завршио основну и средњу школу. Док је живио у Сплиту, тренирао је фудбал у фудбалским клубовима „Сплит”, „Хајдук” и „Солин”, као и атлетске дисциплине у атлетском клубу „Сплит 80” (данашњи Хајдук). Основао је теквондо клуб „Коцунар” 17. новембра 1987. године и од тада је предсједник клуба. Убрзо након тога, Роберт Прусац, потпредсједник и Миле Мамић, други потпредсједник су се придружили клубу. Од 1987. године, више од 6000 учесника тренирало је у клубу и многи од њих су освојили бројне медаље на државним и међународним такмичењима.

## Образовање
Драган Приморац је дипломирао на Универзитету у Загребу, на Медицинском факултету у Сплиту 1991. године. Исте године је емигрирао у САД гдје је радио неколико година на као постдоктор, а касније и као инструктор на Медицинском факултету Универзитета у Конектикату. Одбранио је докторску дисертацију под називом „Osteogenesis Imperfecta као резултат погрешне обраде информационе РНК” 1997. године на Универзитету у Загребу. Такође је обучаван у Лабораторији за форензичке науке полиције Конектиката, на Институту за патологију оружаних снага у Роквилу, у Аналитичком генетском центру за тестирање, у Денверској универзитетској болници свети Кристофер, итд.

## Каријера у науци и образовању
Приморац послује као глобални амбасадор Државног универзитета у Пенсилванији и као предсједавајући Комисије за међународне односе Америчке академије за форензичке науке. Поред тога, он ради као додатни професор на Еберли универзитету наука, на Државном универзитету у Пенсилванији, на Хенри Ли факултету за криминалну правду и форензичке науке Универзитета у Њу Хејвену, као професор на Медицинском факултету Универзитета у Сплиту и Медицинском факултету Универзитета у Осијеку, као и на Одсјеку за биотехнологији Универзитета у Ријеци. Члан је Међународног конзорцијума за персонализовану медицину, који је основала Европска комисија. У новембру 2015. године изабран је за вођење кластера државне конкурентности у персонализованој медицини. Приморац је члан Америчке академије форензичких наука, члан Америчког друштва за људску генетику, почасни члан Међународне асоцијације за анализу криминалитета и Хрватског друштва за Osteogenesis Imperfecta.

## Политичка каријера
Приморац се придружио првој влади Иве Санадера у децембру 2003. године. Приморац је био посвећен изградњи друштва заснованом на знању и признавању кључне улоге образовања и науке која се огледа у све већој инвестицији у систем образовања и науке, уз повећање буџета између 2004. и 2009. године са укупним износом од 56% (600.000.000 евра). Истовремено је одобрен додатни буџет (око 600.000.000 евра) за изградњу универзитетских кампуса у Хрватској. У оквиру система образовања и науке, од 2004. године створено је преко 9.900 нових радних мјеста како би се осигурало оптимално спровођење реформи. Све заједно представља највећу инвестицију у образовни и научни сектор, као и највеће креирање радних мјеста у овом сектору у новијој историји Хрватске.Министар образовања Приморац је 2005. године покренуо пројекат под називом Хрватски национални образовни стандард за основне школе ("ХНОС") који је требало да се примјењује у свим школама у 2006. години, али је примијењен током 2007. године. Такође је завршио један од најважнијих пројеката током свог мандата: имплементацију два страна језика у хрватским основним школама.
Приморац је предложио Национални програм мјера за примјену обавезног средњошколског образовања Хрватском парламенту, на основу члана 80 Устава Републике Хрватске. Парламент је на сједници одржаној 21. јуна 2007. године усвојио програм као оптимални модел рјешавања проблема лоше образовне структуре хрватског становништва и учесталости раног напуштања школа.
У оквиру Националног програма мјера за спровођење обавезног средњошколског образовања, понуђена је серија подстицаја, попут бесплатних уџбеника, бесплатног превоза и смјештаја у студентским домовима, како би средњошколско образовање било доступно свима. Министар Приморац је 2006. године представио концепт бесплатних уџбеника и најавио да ће сви ученици основних школа и ученици првих разреда средњих школа имати своје школске књиге које финансира Влада Хрватске. Приморац је 12. маја 2009. године објавио да је Министарство постигло договор са издавачима школских књига у Хрватској како би Влада платила школске књиге свих разреда (укључујући други, трећи и четврти разред средње школе), за укупно 440 милиона куна, за исту цијену као и претходне године.
Током 2008. године први пут је у Хрватској представио независну екстерну евалуацију образовања "Национални испити", док је 2009. године покренуо државну матуру за све ученике који планирају наставити школовање на универзитетима.
Под његовим руководством, Министарство је примјенило болоњски процес у школској 2005/06 години.
У оквиру научног пројекта покренут је пројекат повратка хрватских научника из иностранства и од 2004. године више од 120 научника се вратило у Хрватску.
Недјељни лист Национал је 16. јуна 2009. објавио да ће „Приморац ускоро постати први министар у историји Хрватске који ће поднијети оставку на врхунцу своје политичке каријере”. Поднио је оставку заједно са Ивом Санадером 1. јула 2009. године, иако су медији рекли да планира да поднесе оставку неколико седмица прије ненадног одласка Санадера. У новоформираној влади Јадранке Косор замијењен је бившим државним секретаром Радованом Фухсом, који је прве недјеље на власти променио Приморчеву политику бесплатног школовања.

## Хуманитарни рад
Приморац је учествовао у бројним хуманитарним активностима широм свијета. Тренутно је предсједник хуманитарне фондације Cro Unum, а члан је и Савјетодавног одбора америчке међународне помоћне организације, Bridge Foundation.